# Куадра, Себастьян де ла
Себастьян де ла Куадра-и-Льерена, 1-й маркиз де Виллариас (исп. Sebastián de la Cuadra, 1st Marquess of Villarías, 19 января 1687, Мускес — 23 апреля 1766, Мадрид) — испанский государственный деятель,  государственный секретарь в 1736—1747 годах.

## Биография
Родился в баскской дворянской семье. Стал служить чиновником с 16 лет. Постепенно достиг высших должностей, и в 1736 году, после смерти Хосе Патиньо, был назначен государственным секретарем. 
Его главной задачей было ведение внешней политики, но он также отвечал за многие другие дела (почту, академии, архивы, королевские дворцы и т.д.). В 1739 году ему был пожалован титул маркиза Вильяриаса. В 1744 году он основал Королевскую академию изящных искусств Сан-Фернандо.
Он был весьма культурным и при этом очень религиозным человеком. Для него было характерно собирание многочисленных отчетов по любому вопросу и беспрекословное подчинение воле короля Филиппа V и королевы Изабеллы Фарнезе, особенно последней.
После смерти Филиппа V в 1746 году при новом короле Фердинанде VI он продолжил руководить внешней политикой страны, но разошелся во взглядах с маркизом Энсенадой и в декабре 1746 года был смещён с должности государственного секретаря. Однако он продолжил службу в Министерстве благодати и правосудия.